# Jordanvale Park
Der Jordanvale Park war ein Fußballstadion im Stadtteil Whiteinch der schottischen Stadt Glasgow, nördlich des River Clyde. Es war von den 1880 bis 1883 die Heimspielstätte des Fußballvereins Partick Thistle.

## Hintergrund und Geschichte
Der Fußballverein Partick Thistle wurde im Jahr 1876 in der Stadt Partick gegründet, die damals administrativ unabhängig von Glasgow war und 1912 eingemeindet wurde. Der Verein spielte nach seiner Gründung zunächst im Overnewton Park, der sich südlich des Kelvingrove Park befand. Zu Beginn der Saison 1880/81 wechselte Partick Thistle in den Jordanvale Park nach Whiteinch. Es befand sich nur wenige Minuten einer Straßenbahnhaltestelle entfernt und verfügte über eine Umkleidekabine in der Nähe des Geländes. Das Gelände befand sich an der Ecke Hill Street (heute Edzell Street) und Dumbarton Road. Zu Beginn der folgenden Saison wurden jedoch Verbesserungen am Gelände vorgenommen und auf dem Gelände wurden auch Umkleidekabinen gebaut. Seit ihrem Einzug im Jahr 1880 blieb Partick Thistle ungeschlagen, bis der FC Vale of Leven im November 1882 mit 6:1 die erste Niederlage im Jordanvale Park brachte. Als Thistle am Ende der Saison 1882/83 Whiteinch verließ und zurück ins Zentrum von Partick in den Muir Park wechselte, beendete der Verein die Zeit im Jordanvale nach drei Spielzeiten, in der er nur viermal verloren hatte.
Auf dem Gelände an der Ecke Edzell Street und Dumbarton Road stehen heute Kirchengebäude, darunter die St. Paul’s Roman Catholic Church.